# SOTUS: The Series - Phi wak tua rai kap nai pi nueng
SOTUS: The Series - Phi wak tua rai kap nai pi nueng (SOTUS The Series พี่ว้ากตัวร้ายกับนายปีหนึ่ง; titolo internazionale SOTUS: The Series) è una serie televisiva thailandese, adattamento della graphic novel "SOTUS" di BitterSweet, trasmessa su One31 dal 20 agosto 2016 al 7 gennaio 2017, con un episodio speciale aggiuntivo andato in onda il 14 gennaio. È stata distribuita anche su Line TV e YouTube.
La sigla di testa di ogni episodio è "Soh sut soh say", di Keng Tachaya, mentre quella di coda s'intitola "Khwam lap nai chai" ed è cantata da Phurikulkrit Chusakdiskulwibul "Amp" e Achirawich Saliwattana "GunAchi".
Le vicende continuano nella serie SOTUS S: The Series.

## Trama
Kongpob è appena entrato in facoltà d'ingegneria, e come tutte le matricole deve sottostare agli insegnamenti dei senior del terzo anno. Questi impartiscono sui ragazzi la disciplina secondo il metodo S.O.T.U.S. (superiorità, ordine, tradizione, unità e spirito), al fine di far loro meritare la medaglia con il simbolo dell'ingranaggio, segno di riconoscimento della facoltà. Gli insegnamenti sono però eccessivamente pesanti e Kongpob decide di rivoltarsi con il capo gruppo dei senior, Arthit.

## Personaggi e interpreti

### Principali
- Kongpob "Kong", interpretato da Prachaya Ruangroj "Singto".
Studente del primo anno di ingegneria, anche se inizialmente voleva studiare economia. Vice-rappresentante degli studenti del primo anno e Luna della Facoltà di Ingegneria e del Campus, si innamora di Arthit.
- Arthit, interpretato da Perawat Sangpotirat "Krist".
Studente del terzo anno di ingegneria, capo dell'Hazing Team. Si innamora di Kongpob, nonostante continui a negare i suoi sentimenti.
- M, interpretato da Thitipoom Techaapaikhun "New".
Studente del primo anno di ingegneria, amico di Kongpob dalle scuole superiori. È dipendente dai videogiochi ed ha una cotta per May.
- May, interpretata da Neen Suwanamas.
Studentessa del primo anno di ingegneria, innamorata di Kongpob.
- Wad, interpretato da Teerapat Lohanan "Fluke".
Studente del primo anno di ingegneria. Inizialmente odia Prem, ma dopo che quest'ultimo lo salva, il loro rapporto si fa più calmo.
- Prem, interpretato da Chanagun Arpornsutinan "Gunsmile".
Studente del terzo anno di ingegneria, parte dell'Hazing Team. Inizialmente odia Wad, ma dopo che averlo salvato, il loro rapporto si fa più calmo.
- Tew, interpretato da Korn Khunatipapisiri "Oaujun".
Studente del primo anno di ingegneria, rappresentante degli studenti del primo anno.

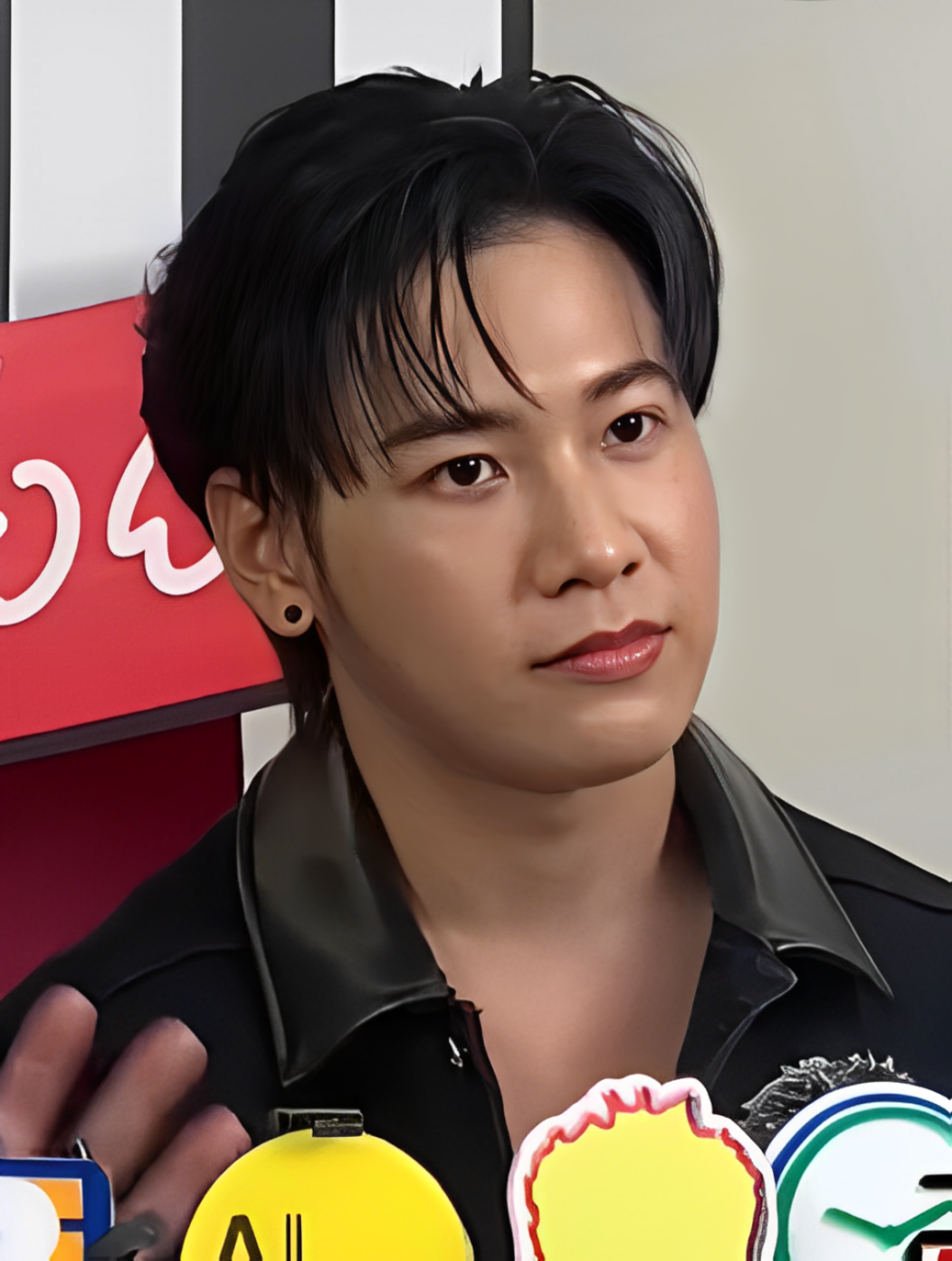
Prachaya Ruangroj
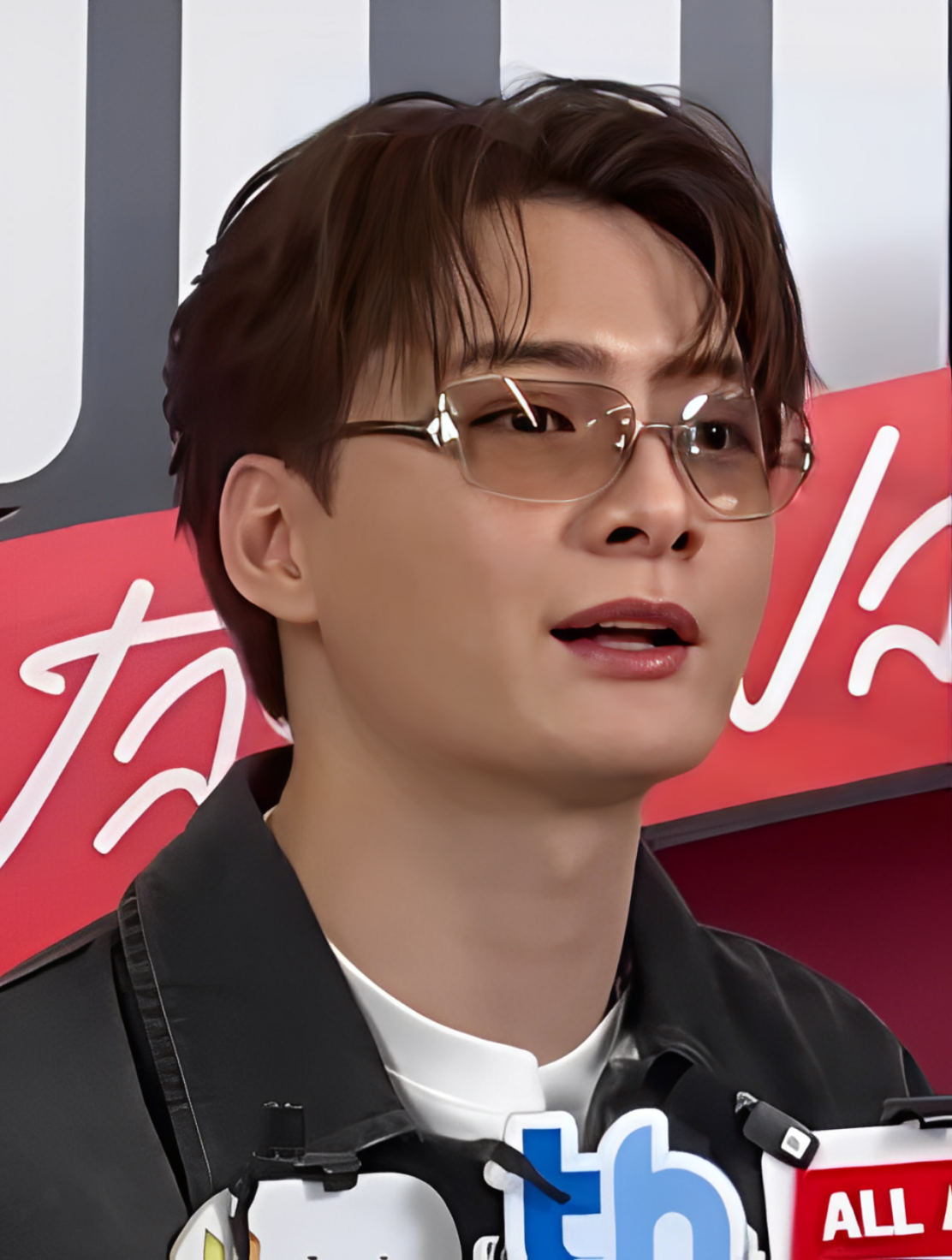
Perawat Sangpotirat
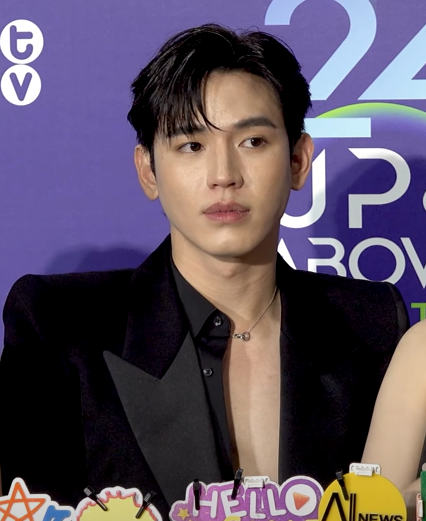
Thitipoom Techaapaikhun

### Ricorrenti
- Oak, interpretato da Naradon Namboonjit "Prince".
Studente del primo anno di ingegneria, amico di Kongpob, M, Tew e Wad.
- Praepailin, interpretata da Ployshompoo Supasap "Jan".
Studentessa del primo anno di ingegneria, Stella della Facoltà di Ingegneria e del Campus. Si scopre che non prova interesse per gli uomini.
- Maprang, interpretata da Maripha Siripool "Wawa".
Studentessa del primo anno di ingegneria, amica di May e Praepailin.
- Bright, interpretato da Jumpol Adulkittiporn "Off".
Studente del terzo anno di ingegneria, parte dell'Hazing Team.
- Knot, interpretato da Ittikorn Kraicharoen "Ice".
Studente del terzo anno di ingegneria, parte dell'Hazing Team.
- Tutah, interpretato da Khamchoo Natthawaranthorn "Omega".
Studente del terzo anno di ingegneria, parte dell'Hazing Team.

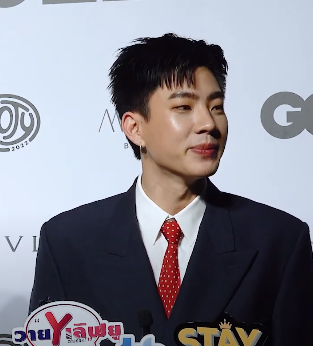
Jumpol Adulkittiporn

## Episodi
| Stagione       | Episodi | Prima TV  |
| -------------- | ------- | --------- |
| Prima stagione | 15+1    | 2016-2017 |

Un episodio speciale è andato in onda la settimana successiva al finale di serie, mostrando alcuni dietro le quinte e momenti tra gli attori.

## Riconoscimenti
V-Chart Awards

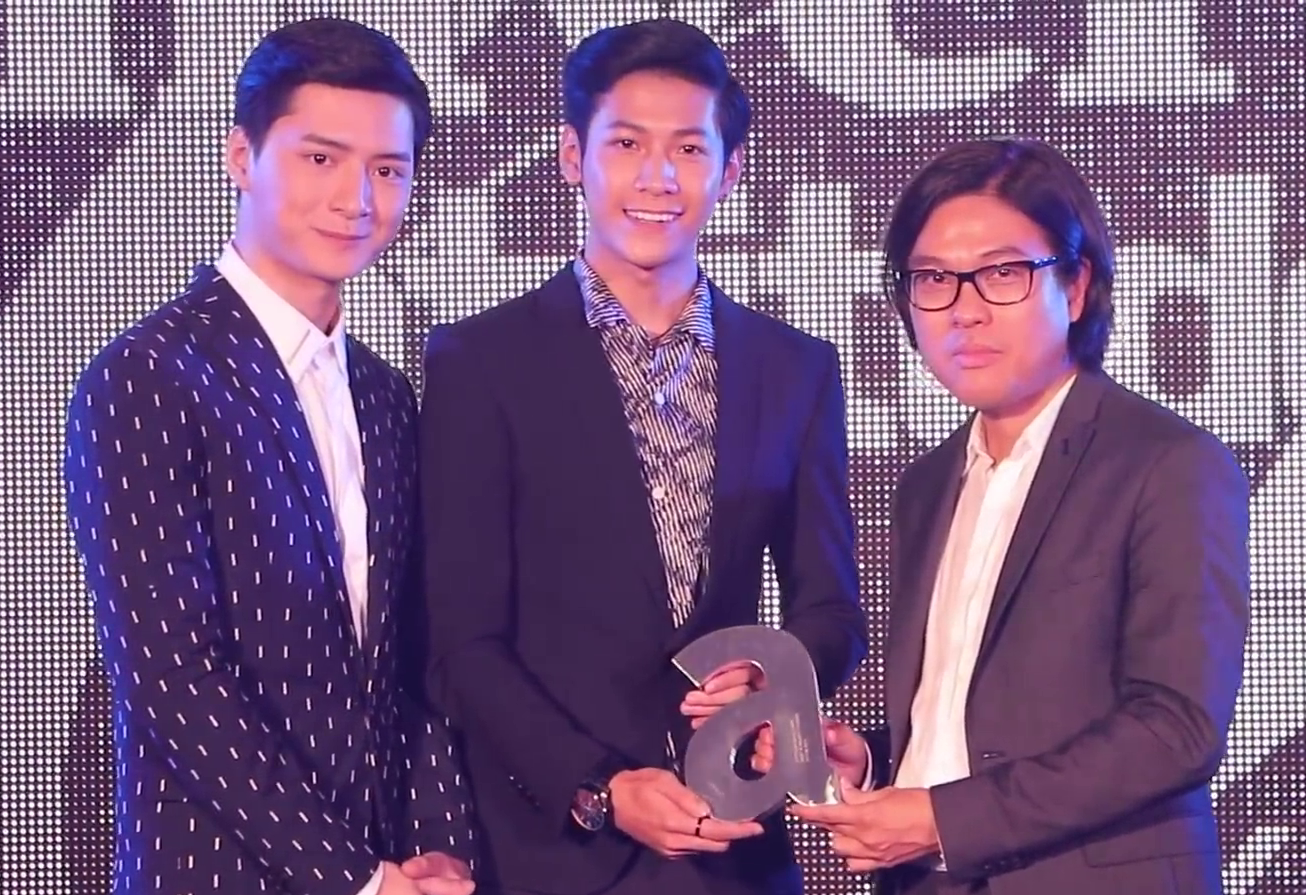
Krist e Singto ritirano il premio Serie TV preferita dell'anno agli Attitude Magazine Awards

- 2017 - Artista raccomandato dai media a Perawat Sangpotirat e Prachaya Ruangroj
- 2017 - Nuovo artista popolare a Prachaya Ruangroj

Maya Awards
- 2017 - Coppia di stelle dell'anno a Perawat Sangpotirat e Prachaya Ruangroj[3]
- 2017 - Miglior attore nascente a Prachaya Ruangroj[3]

Kom Chad Leuk Awards
- 2017 - Candidatura Attore più popolare a Perawat Sangpotirat[4]
- 2017 - Attore più popolare a Prachaya Ruangroj[4]

KAZZ Awards 2017
- 2017 - Rubacuori di Kazz Magazine a Perawat Sangpotirat e Prachaya Ruangroj[5]
- 2017 - Nuovo attore di tendenza a Perawat Sangpotirat[5]

Attitude Magazine Awards
- 2017 - Coppia preferita dell'anno a Perawat Sangpotirat e Prachaya Ruangroj
- 2017 - Serie TV preferita dell'anno[6]